# Michael Sata
Michael Chilufya Sata (født 6. juli 1937 i Mpika, død 28. oktober 2014 i London) var Zambias femte præsident. Michael Sata ledede partiet Patriotric Front.
Sata startede sin politiske karriere i regeringspartiet Movement for Multiparty Democracy (MMD), hvor han efterhånden kom til at tilhøre den indre kreds omkring Frederick Chiluba, landets præsident fra 1991 til 2002. 
Da Chiluba i 2001 nominerede Levy Mwanawasa som ny præsidentkandidat, brød Sata ud af  MMD og grundlagde oppositionspartiet Patriotic Front (PF). Som oppositionsleder fik Sata kaldenavnet "Kong Kobra" på grund af sin giftige tunge. Ved præsidentvalget i 2006 var han hovedmodstanderen til MMDs Mwanawasa, men Mwanawasa vandt valget og regerede frem til sin død i 2008, da han blev efterfulgt af Rupiah Banda.
Ved det følgende præsidentvalg den 20. september 2011 vandt Sata med 43,0 % af stemmene mod Bandas 36,1 %. Den 23. september 2011 blev Michael Sata taget i ed som landets nye præsident.
I valgkampen i 2006 markerede Sata sig som kritisk til de kinesiske mineinvesteringer i landet og udtalte, at han ville udvise de kinesiske selskaber, som blev anklagede for at udnytte zambiske arbejdere. I 2008 forsikrede han imidlertid, at udenlandske investeringer i landet ville være tryggede, hvis han blev valgt til præsident, og at landet havde brug for kinesisk teknologioverføring.
Sata lovede også at bekæmpe korruption, et problem, som fik vælgerne til at vende ryggen til forgængeren Banda. Sata har udtalt, at der er en klar forbindelse mellem korruption og fattigdom.
Den 28. oktober 2014 døde Sata under et sygehusophold i London, han blev afløst på posten som præsident dagen efter af vice-præsidenten Guy Scott.